# Paysage avec les cendres de Phocion
Paysage avec les cendres de Phocion est une peinture classique de Nicolas Poussin datant de 1648. La peinture est exposée à la Walker Art Gallery, l'un des musées nationaux de Liverpool, en Angleterre. 

## Historique de l'œuvre

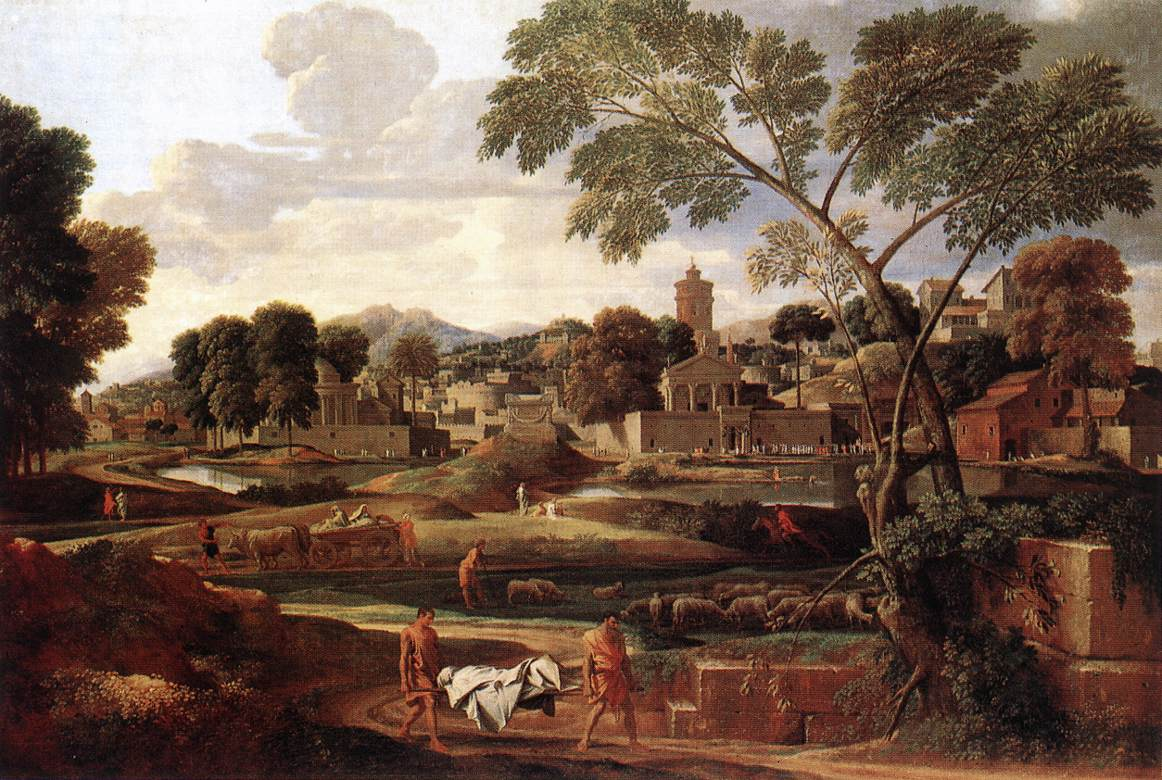
Pendant du tableau, Paysage avec les funérailles de Phocion.

Peint pour le soyeux lyonnais Jacques Serizier, ami de Poussin, le tableau fut acquis par Edward Smith Stanley, 12e comte de Derby et, en 1782, il aboutit au Knowsley Hall puis au Walker museum en 1984. Il mesure 116 × 178,5 cm.
Le tableau possède un pendant, Paysage avec les funérailles de Phocion, dont la version autographe est conservée en prêt au musée national du Pays de Galles de Cardiff (huile sur toile de 117,5 × 78 cm). Deux autres copies sont conservées au Louvre à Paris et au Connecticut. Une copie ancienne du tableau de Liverpool est conservée au Holburne Museum à Bath.

## Sujet
Phocion était un stratège et orateur athénien du IVe siècle av. J.-C. qui fut condamné injustement à s'empoisonner.
Interdit de sépulture dans la cité, son corps fut emporté hors d’Athènes  et brûlé sur un bûcher (sujet du tableau Les Funérailles de Phocion) ; la veuve de Phocion cache les cendres de son défunt époux pour les ressortir au moment de sa réhabilitation (sujet du présent tableau).